# Rodolfo Graziani
Rodolfo Graziani (Filettino, 11 de agosto de 1882-Roma, 11 de enero de 1955) fue un militar italiano, que destacó durante las guerras coloniales en África y en la Segunda Guerra Mundial. Llegó a ostentar el rango de mariscal de Italia.
Militar de carrera, ejerció como gobernador colonial de Libia y del África Oriental Italiana. Graziani fue conocido internacionalmente por las masacres que cometieron sus tropas tanto en Libia como en Abisinia, ganándose el apelativo de El Carnicero de Etiopía. Durante la Segunda Guerra Mundial tuvo un papel relevante, y llegó a ejercer como ministro de Defensa de la República Social Italiana (RSI) entre 1943 y 1945. Fue siempre un ardiente partidario del movimiento fascista de Benito Mussolini, y en sus últimos años fue militante del neofascista Movimiento Social Italiano.

## Biografía

### Primeros años
Nació en Filettino el 11 de agosto de 1882, en la provincia de Frosinone. Pasó su infancia en la vecina localidad de Affile. En 1903 decidió realizar la carrera militar e ingresó en el Ejército Real (Regio Esercito). Inicialmente, en 1908 fue destinado a la colonia italiana de Eritrea. Unos años después tomaría parte en la Guerra ítalo-turca (1912). Participó en la Primera Guerra Mundial, donde ascendió rápidamente y se convirtió en el colonnello más joven del Ejército Real.

### «Reconquista» de Libia
Después de la guerra mundial, en 1924 fue enviado a Libia para completar la «reconquista» de la Tripolitania, lo que le valió la tarjeta de socio de honor del Partido Nacional Fascista (PNF).
A finales de la década de 1920, siendo vicegobernador de la provincia Cirenaica, dirigió la acción del ejército italiano en Libia contra la revuelta independentista liderada por Omar Al-Mukhtar. Si la campaña en Tripolitania había resultado relativamente rápida y sencilla, las operaciones en Cirenaica se encontraron con una gran resistencia de la población local. Durante la llamada «pacificación» de Libia, Graziani fue el responsable de la construcción de numerosos campos de concentración y campos de trabajo, donde fallecieron miles de libios que habían sido hechos prisioneros. También se recurrió al bombardeo aéreo de las poblaciones libias con gases químicos. Estos hechos le llevaron a ser conocido entre los árabes por el apodo de Carnicero de Fezzan. A pesar de las dificultades, los libios organizaron una efectiva guerra de guerrillas contra el Ejército italiano durante varios años. Sin embargo, Omar Al-Mukhtar fue finalmente vencido, capturado y ejecutado en septiembre de 1931.
Si bien la superioridad militar italiana tanto en medios como en hombres había sido abrumadora, también cierto es que la ofensiva de Graziani a través del desierto no tenía antecedentes, ya que hasta entonces ningún europeo se había adentrado tan profundamente en el interior de Libia. Por sus acciones en Libia, en 1932 fue ascendido al rango de general.

### África oriental
En 1935 fue nombrado gobernador de la Somalia italiana —llamada entonces la «Somalilandia» italiana, para diferenciarla de la parte británica—. Unos meses después de su llegada a Somalia, tras un incidente diplomático con Etiopía, emprendió varios ataques de castigo sobre el país africano y más tarde, organizó una ofensiva general.

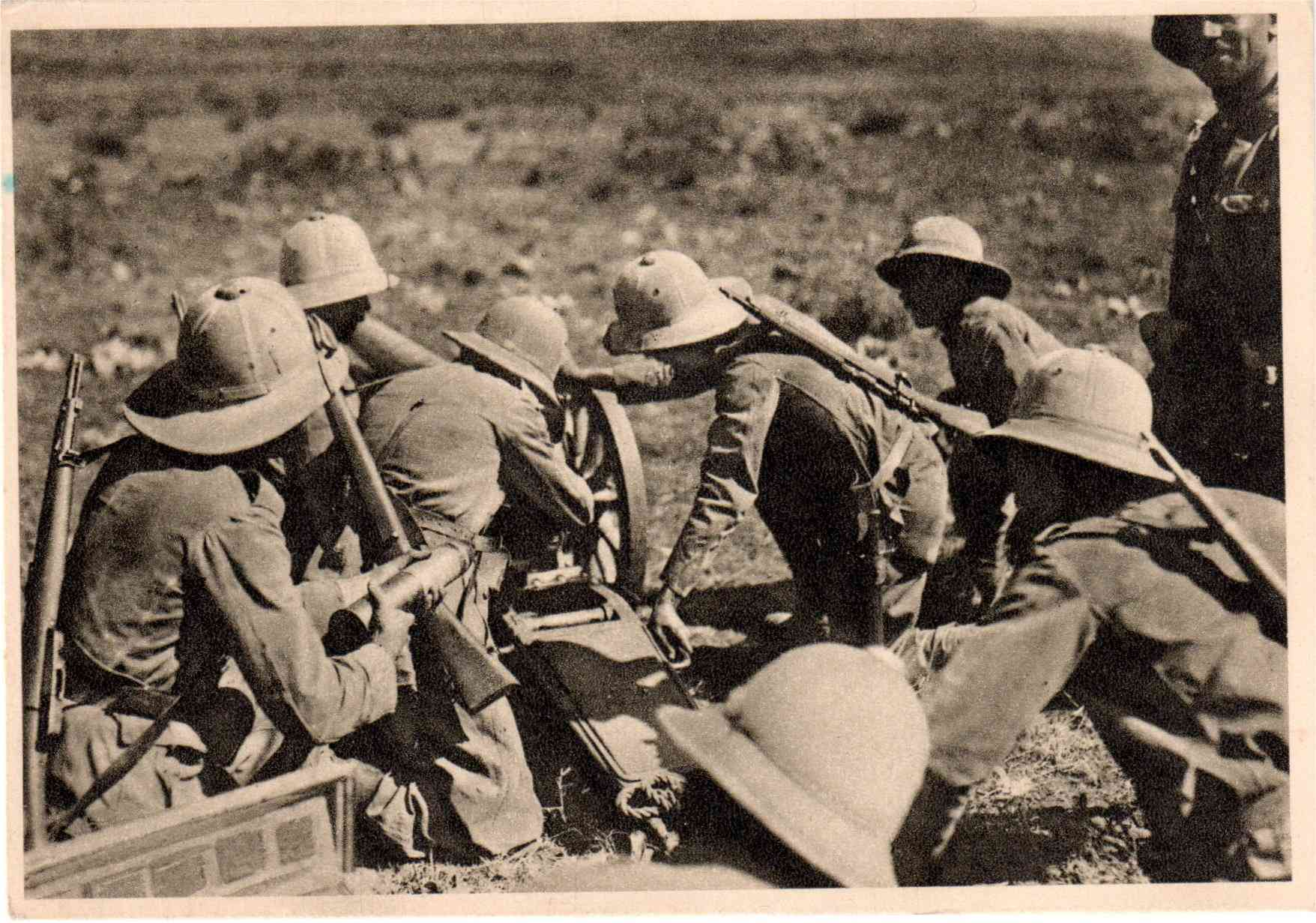
Soldados italianos en Etiopía.

En el transcurso de la segunda guerra ítalo-etíope (1935-1936), fue comandante del frente sur y obtuvo varios éxitos frente a las tropas etíopes —claramente inferiores en equipo y armamento—, aunque sus esfuerzos en el sur fueron secundarios en comparación con la ofensiva principal procedente de la colonia italiana de Eritrea —primero comandada por el general Emilio de Bono y más tarde por el mariscal Pietro Badoglio—. Durante la ofensiva italiana no se escatimó la utilización de gases químicos contra las tropas etíopes, lo que causó una elevada mortandad. Fue finalmente Badoglio el que entró en Adís Abeba el 5 de mayo de 1936, a pesar de los infructuosos esfuerzos de Graziani por adelantárse a él. El papa Pío XI llegó a escribir a Graziani, felicitándole por su triunfo en Etiopía. Después de terminar la guerra, en junio de 1936 Graziani fue nombrado virrey de Etiopía y gobernador general de Shewa/Adís Abeba, sucediendo en el cargo de virrey al mariscal Badoglio, al que para entonces ya aborrecía abiertamente.
El 19 de febrero de 1937, durante un acto oficial, dos nacionalistas eritreos intentaron asesinar a Graziani mediante un atentado con granadas de mano, pero el intento fracasó y Graziani, aunque gravemente herido, sobrevivió. Tiempo atrás, Graziani ya había sufrido un intento fallido de atentado. Como consecuencia, el virrey emprendió una sangrienta represión en todo el territorio conquistado, por la que llegó a ser conocido como el Carnicero de Etiopía. También autorizó la masacre de monjes coptos del antiguo monasterio de Debre Libanos y de un gran número de peregrinos que habían viajado allí para celebrar el día de la fiesta del santo fundador del monasterio. Graziani sospechaba de los monjes etíopes desde que un año antes, durante una visita a un monasterio copto, fuese víctima de un intento fallido de atentado. Algún autor ha estimado en 250 000 los etíopes asesinados durante su mandato. A finales de 1937 sería sustituido por Amadeo de Saboya. Al igual que con otros jerarcas italianos, antes de la Segunda Guerra Mundial la Sociedad de las Naciones trató infructuosamente de enjuiciar a Graziani.
Graziani fue una de las personalidades que en 1938 suscribió públicamente las Leyes raciales fascistas.

### Segunda Guerra Mundial
Graziani fue uno de los pocos militares italianos que en 1938 firmaron el manifiesto a favor del establecimiento de las Leyes raciales fascistas, las cuales supusieron el comienzo de la política antisemita por parte del Régimen de Mussolini. En 1939 pasó a ocupar la jefatura del Estado Mayor del ejército y, en la primavera 1940 fue nombrado comandante del Ejército del Po, llegando a dirigir algunas acciones menores durante la intervención italiana en la campaña de Francia, a pocos días de que Francia capitulase.
A finales de junio fue nombrado gobernador de la Libia italiana, en sustitución del fallecido Italo Balbo, cuyo avión había sido derribado por fuego amigo. A su llegada a la colonia, Graziani quedó horrorizado con la situación que se encontró: el 10.º Ejército italiano, que tenía la misión de invadir Egipto, disponía de una gran superioridad numérica frente a los británicos, pero no estaba bien equipado y tampoco estaba lo suficientemente mecanizado como para emprender una guerra por el desierto. Su antecesor en el cargo, Balbo, ya había mostrado sus dudas de poder invadir Egipto, y Graziani retrasó la invasión durante varios meses ya que argumentaba que sus fuerzas no estaban bien equipadas. Un ataque aéreo de la Real Fuerza Aérea contra su cuartel general le hizo aún más reticente de emprender una ofensiva.
Sin embargo, las constantes presiones de Mussolini le obligaron a actuar: el 9 de septiembre las fuerzas italianas cruzaron la frontera egipcia y durante los siguientes días avanzaron unos cien kilómetros, pero se detuvieron a la altura de Sidi Barrani por problemas de suministros. Graziani rechazó seguir internándose en Egipto, prefiriendo establecer una línea defensiva y esperar la llegada de refuerzos. Esta decisión dejó a las tropas del África Oriental Italiana en una situación muy comprometida. La espera fue aprovechada por los británicos, que enviaron refuerzos a Egipto y empezaron a preparar un contraataque. La Operación Compass comenzó el 7 de diciembre de 1940 y en pocos días destruyó el eje defensivo italiano, haciendo muchos prisioneros. A partir de entonces, comenzó una retirada italiana a lo largo de cientos de kilómetros, tras la cual fueron cayendo las plazas fuertes italianas una tras otra: Bardia, Fuerte Capuzzo, Tobruk, Bengasi, etc. El desastre se completó cuando el 7 de febrero de 1941 la 7.ª División acorazada británica alcanzó la posición de Beda Fomm, con lo cual completó el cerco de las fuerzas italianas. El 10.º Ejército había sido prácticamente destruido y los italianos habían perdido el control de Cirenaica, además de perder 100.000 hombres y un gran número de tanques, artillería y armamento ligero.

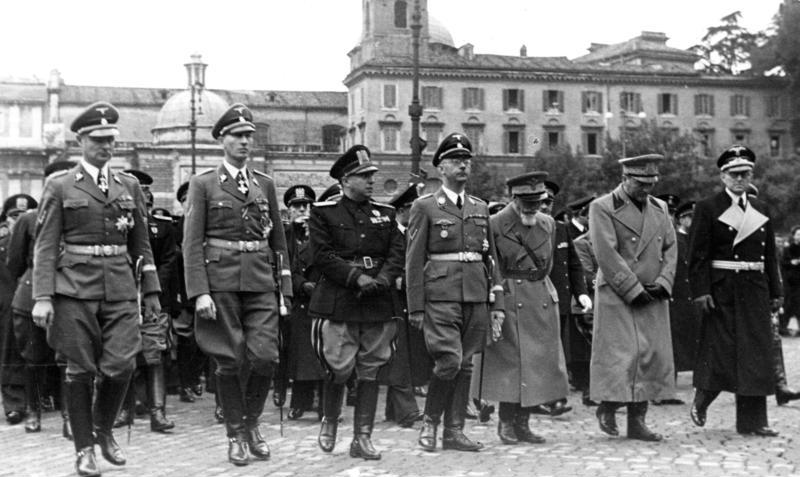
Graziani junto a los jerarcas nazis Heinrich Himmler, Reinhard Heydrich, y el mariscal italiano Emilio De Bono (Roma, 1941).

El 11 de febrero de 1941, Graziani fue destituido del mando por Mussolini y sustituido por el General Gariboldi. La contundente derrota italiana obligaría a Hitler a enviar a Libia un cuerpo mecanizado, el famoso Afrika Korps de Erwin Rommel,  para apoyar a sus aliados. Poco después también fue destituido como jefe del Estado Mayor y sustituido por el general Mario Roatta.
A pesar de estos reveses, Graziani siguió siendo fiel a Mussolini, incluso tras el golpe de Estado del 25 de julio de 1943 y su encarcelación por el nuevo gobierno encabezado por el mariscal Badoglio. Después de que los alemanes liberaran a Mussolini —que había sido encarcelado—, le siguió a Saló cuando este fundó la República Social Italiana, un estado títere establecido por los nazis en el norte de Italia, mientras el sur del país había sido ocupado por los anglo-americanos. Graziani fue nombrado ministro de Defensa de la RSI. Durante este período, se sencargó de la organización del precario Ejército republicano-fascista italiano, que finalmente —al margen de otras unidades integradas en las complejas fuerzas armadas de la República de Saló— consistiría en un ejército regular compuesto por cuatro divisiones adiestradas en Alemania. El ejército de Graziani sirvió, sobre todo, para llevar a cabo la lucha contra los partisanos de la Resistencia, más que para combatir contra los ejércitos aliados, salvo contadas excepciones, como la batalla de Garfagnana en diciembre de 1944.
Graziani no tardó mucho tiempo en entrar en conflicto con Alessandro Pavolini, el secretario del Partido Fascista Republicano, a cuenta de la militarización de las milicias fascistas y la Guardia Nazionale Repubblicana (GNR). Graziani deseaba poner a la GNR bajo su mando e integrarlas dentro de la estructura de las Fuerzas armadas de Saló, lo que finalmente consiguió, a pesar de la firme oposición de Pavolini, que prefería recuperar la organización inicial de los «escuadristas».
En la primavera de 1945, tras el inicio de la ofensiva final aliada y la rendición de las tropas alemanas en Italia, la República de Saló colapsó y el llamado Esercito Nazionale Repubblicano se desintegró sin combatir. Graziani emprendió la huida hacia el norte, inicialmente acompañando a Mussolini, aunque luego decidió rendirse a los norteamericanos antes que caer en manos de los partisanos. El 29 de abril de 1945 firmó la capitulación del ejército fascista en la llamada «Rendición de Caserta», poco después de que el general alemán Karl Wolff hubiera rendido a las tropas alemanas de Italia.

### Últimos años
Terminó encarcelado tras la Segunda Guerra Mundial, inicialmente en un campo de prisioneros de Argelia, y posteriormente en una prisión italiana. Fue condenado a veinte años de prisión, aunque puesto en libertad en 1950. El gobierno etíope intentó sin éxito que la ONU juzgara a Graziani por las matanzas perpetradas cuando era virrey de Etiopía y tampoco el Gobierno italiano tomó medidas en este sentido. El ministro etíope de asuntos exteriores denunció que durante la guerra de Etiopía las fuerzas de Graziani habían bombardeado un hospital de la Cruz Roja. Tras su salida de prisión, pasó sus últimos años como militante del Movimiento Social Italiano (MSI), heredero del antiguo Partido Nacional Fascista. En 1952 fue nombrado presidente honorario del Movimiento Social Italiano.
Graziani falleció en Roma el 11 de enero de 1955, a los 72 años.

## Obras
Graziani escribió varios libros:
- Verso il Fezzan, Trípoli, Cacopardo, 1929; Bengasi, Pavone, 1934.
- Cirenaica pacificata, Milán, A. Mondadori, 1932.
- L'avvenire economico della Cirenaica, Roma, Pinciana, 1933.
- Il volto della Cirenaica per la visita del re, Roma, Pinciana, 1933.
- La riconquista del Fezzan, Milán, A. Mondadori, 1934.
- Pace romana in Libia, Milán, A. Mondadori, 1937.
- Il fronte sud, Milán, A. Mondadori, 1938.
- Ho difeso la patria, Milán, Garzanti, 1947.
- Africa settentrionale, 1940-1941, Roma, Danesi, 1948.
- Processo Graziani, 3 vol., Roma, Ruffolo, 1948.
- La Libia redenta. Storia di trent'anni di passione italiana in Africa, Napolés, Torella, 1948.
- Una vita per l'Italia. Ho difeso la patria, Milano, Mursia, 1986.